# Comuna Petroostriv, Novomîrhorod
Petroostriv (în ucraineană Петроострів) este o comună în raionul Novomîrhorod, regiunea Kirovohrad, Ucraina, formată din satele Lev-Balka, Mostove și Petroostriv (reședința).

## Demografie
Componența lingvistică a comunei Petroostriv
     Ucraineană (95,24%)
     Rusă (3,22%)
     Alte limbi (1,29%)
Conform recensământului din 2001, majoritatea populației comunei Petroostriv era vorbitoare de ucraineană (95,24%), existând în minoritate și vorbitori de rusă (3,22%).